# 1996 en journalisme
Cet article présente les faits marquants de l’année 1996 en journalisme.

## Évènements
- Création de l’association Acrimed.

## Décès
- 1er mai : François Chalais, un journaliste, grand reporter, puis pionnier dans le métier de chroniqueur de cinéma.
- 1er juin : Jean-Pierre Hutin, un journaliste français.